# Raquel Peña
Raquel Peña Rodríguez de Antuña (Santiago de los Caballeros, República Dominicana; 10 de setembro de 1966), é uma política dominicana, administradora, académica e a atual vice-presidente da República Dominicana, desde o 16 de agosto de 2020.

## Biografia
Raquel nasceu em Santiago dos Caballeros, República Dominicana no dia 10 de setembro de 1966. É filha do empresário tabaquero Leocadio Peña Guillén e de Estela Rodríguez de Peña.

### Matrimônio e descendência
Ela cursou seus estudos primários no colégio Sagrado Coração de Jesús e, depois continuou a secundária no Colégio De La Salle, em Santiago dos Caballeros. Seus estudos superiores foram realizados na Pontifícia Universidade Católica Madre y Maestra, no ramo da administração, bem como no área de educação, negócios, finanças, empreendimento e inovação. Em 1987, casou-se com Marco José Antuña Cabral, ex-membro fundador da ASOFER, com quem teve três filhos: Rosa Estela, Marco José e Isabel Amelia.

### Carreira profissional
Desempenhou-se como acadêmica desde o ano 2000 em instituições como a Pontifícia Universidade Católica Madre e Maestra. Mesmo assim, até março de 2020, encontrava-se dirigindo a vice-reitoria desta instituição de ensino superior.

## Carreira política
Em 10 de março de 2020, Luis Abinader, candidato presidencial do opositor Partido Revolucionário Moderno, anunciou na mídia nacional que Peña tinha sido eleita como sua colega de boleta para disputar a presidência da República Dominicana.

### Vice-presidência
Durante esse período, Raquel ocupou o cargo de administrar as funções da política social do governo. Era frequente vê-la visitar os hospitais públicos, pois era a encarregada de dirigir os esforços contra a pandemia de COVID-19.